# Isometría del plano euclidiano
Las transformaciones isométricas del plano son transformaciones del plano en sí mismo que se realizan sin variar las distancias ni el área; una figura inicial del plano y su transfomación isométrica son semejantes, y geométricamente congruentes. 
La palabra isometría tiene su origen en el griego iso (igual o mismo) y metria (medir), una definición cercana es igual medida. Existen cuatro tipos de isometrías no triviales (la identidad también lo es): traslación, simetría, rotación y reflexión con deslizamiento.

## Discusión informal
Informalmente, las isometrías en el plano euclidiano son una manera de transformar al plano sin “deformarlo”, manteniendo las distancias. Si se piensa en el plano euclidiano como una hoja de plástico transparente sobre una mesa, las distintas isometrías se verían como:
- Desplazar la hoja unos centímetros a la derecha o a la izquierda. (Traslación)
- Rotar la hoja un ángulo en sentido de las manecillas del reloj (o al revés) alrededor de un punto fijo. (Rotación)
- Voltear la hoja como para ver su reverso. (Simetría o reflexión)

De hecho, cualquier composición de las isometrías anteriores también sería una isometría dado que las dimensiones y el área se mantienen en cada transformación.
Sin embargo, doblar, cortar o derretir la hoja de plástico no son consideradas isometrías. Tampoco lo son estirar o encoger la hoja, pues las dimensiones (o distancias) no se conservarían tras dichas transformaciones.
A veces, también se menciona separadamente a la composición de una simetría con una traslación paralela al eje de simetría (o reflexión con deslizamiento) como una isometría distinta. En el ejemplo previo se podría ver como voltear la hoja y desplazarla unos centímetros en la dirección del eje respecto del que se volteó. Se suele separar este último tipo de isometría porque no se puede ver globalmente como ninguna de las otras tres (por mucho que sea composición de dos de ellas), es decir, la composición no resulta en una traslación en una cierta dirección, ni en una simetría respecto de un cierto eje, ni en una rotación de un cierto ángulo respecto de un cierto punto. Una manera de ver esto es que tanto las simetrías como las rotaciones tienen puntos fijos, mientras que la reflexión con desplazamiento no, por lo que no puede corresponderse con ninguna de estas; tampoco puede ser una traslación, porque en una traslación todos los puntos se desplazan en la misma dirección y, sin embargo, en la reflexión son desplazamiento, un punto del eje se desplaza en la dirección del eje y un punto fuera del eje, no.

## Definición formal
Una isometría en el plano euclidiano es una transformación que preserva distancias en el plano. Es un mapeo
{\displaystyle f:\mathbb {R} ^{2}\to \mathbb {R} ^{2}}
de tal suerte que para cualesquiera puntos p y q en el plano,
{\displaystyle d(p,q)=d(f(p),f(q)),}
donde d(p, q) es la distancia euclidiana entre p y q.

## Ejemplos

### Identidad
La aplicación identidad {\displaystyle \operatorname {id} \colon \mathbb {R} ^{2}\rightarrow \mathbb {R} ^{2}}, {\displaystyle \operatorname {id} (x)=x}, es claramente una isometría. Conserva las distancias porque no mueve puntos: {\displaystyle d(\operatorname {id} (p),\operatorname {id} (q))=d(p,q)}. Es una isometría trivial. A continuación se dan ejemplos más elaborados.

### Traslación
La traslación es una isometría que realiza un cambio de posición o lugar en el espacio, manteniendo las direcciones (medidas angulares y longitudinales) de todos los elementos del espacio, dicha traslación puede ser determinadas por un vector o por dos puntos (el origen y el destino).
|  |  |  |

### Simetría
Simetría es la correspondencia exacta en la disposición regular de las partes o puntos de un cuerpo o figura con relación a un punto (centro), una recta (eje) o un plano. Se denominan: central, axial y especular o bilateral.

#### Simetría central
La simetría central, en geometría, es una transformación en la que a cada punto se le asocia otro punto, que debe cumplir las siguientes condiciones:
a) El punto y su imagen estén a igual distancia de un punto llamado centro de simetría.
b) El punto, su imagen y el centro de simetría pertenezcan a una misma recta.
|  |  |  |

#### Simetría axial
La simetría axial, en geometría, es una transformación respecto de un eje de simetría, en la cual, a cada punto de una figura se asocia a otro punto llamado imagen, que cumple con las siguientes condiciones:
a) La distancia de un punto y su imagen al eje de simetría, es la misma.
b) El segmento que une un punto con su imagen, es perpendicular al eje de simetría.
|  |  |  |

En la simetría axial se conservan las distancias pero no la dirección de los ángulos. El eje de simetría es la mediatriz del segmento AA'.

### Rotación
Una rotación, en geometría, es un movimiento de cambio de orientación de un cuerpo, de forma que, dado un punto cualquiera del mismo, este permanece a una distancia constante de un punto fijo, y tiene las siguientes características:
- Un punto denominado centro de rotación.
- Un ángulo
- Un sentido de rotación.

Estas transformaciones pueden ser positivas o negativas dependiendo del sentido de giro. Para el primer caso debe ser un giro en sentido contrario a las manecillas del reloj, y será negativo el giro cuando sea en sentido de las manecillas.

### Composición de simetrías
Al componer dos isometrías {\displaystyle f,g} se obtiene otra isometría: {\displaystyle d(f(g(p)),f(g(q)))=d(g(p),g(q))=d(p,q)\quad \forall p,q\in \mathbb {R} ^{2}}. Por ejemplo, componiendo simetrías se pueden obtiener todas las isometrías de los ejemplos anteriores:
- Si se aplica la misma simetría dos veces, se obtiene la identidad.

- Si se aplican dos simetrías respecto de ejes paralelos, se obtiene una traslación cuyo desplazamiento es el doble de la distancia entre dichos ejes.

- Si se aplican dos simetrías respecto de ejes que se cortan en O, se obtiene giro con centro en O, cuyo ángulo es el doble del que forman dichos ejes.

## Clasificación de isometrías
En el apartado anterior hemos visto los siguientes ejemplos de isometrías: la identidad, las traslaciones, las simetrías y las rotaciones, y hemos visto que al componerlas entre sí volvíamos a obtener una isometría. Se puede demostrar que toda isometría del plano euclídeo es de uno de estos tipos o de un cuarto: una simetría seguida de una traslación simétrica a su eje o reflexión deslizada. Es decir, no hay más isometrías del plano que la identidad, las traslaciones, las simetrías, las rotaciones y las reflexiones deslizadas. En particular, al componer dos cualesquiera de ellas, no sólo obtendremos una isometría (que no sabemos cómo puede transformar exactamente el espacio), sino que volveremos a obtener la identidad, una traslación, una simetría, una rotación o una reflexión deslizada, y sabemos cómo estas transforman globalmente el plano.
Como se ha enunciado en la última sección anterior, todos estos tipos de isometría se podían obtener componiendo simetrías. Esto se traduce en que las isometrías del plano, con la composición como operación, son un grupo generado por las simetrías.